# Cabinet Luther I
République de Weimar
Marx II Luther II
Le premier cabinet Luther, du nom du chancelier allemand Hans Luther, est en fonction du 16 janvier 1925 au 20 janvier 1926.

## Composition
| Portefeuille | Titulaire | Titulaire                                | Parti   |
| --- | --------- | ---------------------------------------- | ------- |
| Chancelier du Reich Ministre des Territoires occupés (par intérim du 16/01/1925 au 19/01/1925) Ministre des Finances (par intérim à partir du 29/10/1925) Ministre de la Justice (par intérim à partir du 23/11/1925) |           | Hans Luther                              | Indép.  |
| Ministre des Affaires étrangères |           | Gustav Stresemann                        | DVP     |
| Ministre de l'Intérieur |           | Martin Schiele (jusqu'au 29/10/1925)     | DNVP    |
| Ministre des Finances |           | Otto von Schlieben (jusqu'au 29/10/1925) | DNVP    |
| Ministre de l'Économie |           | Albert Neuhaus (jusqu'au 29/10/1925)     | DNVP    |
| Ministre du Travail Ministre des Territoires occupés (par intérim à partir du 23/11/1925) |           | Heinrich Brauns                          | Zentrum |
| Ministre de la Défense Ministre de l'Intérieur (par intérim à partir du 29/10/1925) |           | Otto Gessler                             | DDP     |
| Ministre de la Justice Ministre des Territoires occupés (par intérim du 19/01/1925 au 29/11/1925) |           | Josef Frenken (jusqu'au 21/11/1925)      | Zentrum |
| Ministre de l'Alimentation et de l'Agriculture |           | Gerhard von Kanitz                       | Indép.  |
| Ministre des Postes |           | Karl Stingl                              | BVP     |
| Ministre des Transports Ministre de l'Économie (par intérim à partir du 29/10/1925) |           | Rudolf Krohne                            | DVP     |